# (32229) Higashino
(32229) Higashino est un astéroïde de la ceinture principale.

## Description
(32229) Higashino est un astéroïde de la ceinture principale. Il fut découvert le 23 juillet 2000 à Socorro (Nouveau-Mexique) par le projet LINEAR. Il présente une orbite caractérisée par un demi-grand axe de 2,80 UA, une excentricité de 0,07 et une inclinaison de 8,7° par rapport à l'écliptique.

## Compléments